# 12545 Taniamurphy
12545 Taniamurphy eller 1998 QT19 är en asteroid i huvudbältet som upptäcktes den 17 augusti 1998 av LINEAR i Socorro County, New Mexico. Den är uppkallad efter Tania Murphy.
Asteroiden har en diameter på ungefär 5 kilometer.